# Dahlica karatyshica
Dahlica karatyshica is een vlinder uit de familie zakjesdragers (Psychidae). De wetenschappelijke naam van deze soort is voor het eerst geldig gepubliceerd in 2000 door Rutjan.
De soort komt voor in Europa.